# HaMerkas HaChofschi

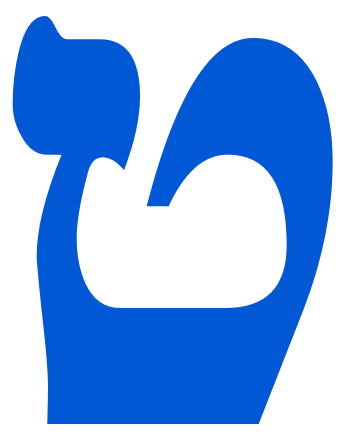
Partei Logo

HaMerkas HaChofschi (hebräisch הַמֶּרְכָּז הַחָפְשִׁי HaMerkas haChåfschī, deutsch ‚das Freie Zentrum‘, Plene: המרכז החופשי) war eine Partei in Israel und einer der Vorgänger des Likkud.
Die Partei wurde am 29. März 1967 gegründet, als Schmuʾel Tamir den Cherut zusammen mit Eliʿeser Schostak und Avraham Tiʾar verließ, nachdem es Meinungsverschiedenheiten mit Menachem Begin gegeben hatte.
Vor den Wahlen trat Schlomoh Cohen-Zidon der Partei bei, der zuvor den Gachal verlassen hatte. Bei den Wahlen erhielt die Partei 1,2 % der Stimmen und damit zwei Sitze in der Knesset: Abgeordnete waren Tamir und Schostak.
Im Jahr 1974 brachte ein interner Streit die Abgeordneten Eliʿeser Schostak und Ehud Olmert dazu, die Partei zu verlassen und eine neue Partei zu gründen. Ein anderer Streit bewog die Abgeordnete Shmuel Tamir und ʿAkiva Nof dazu, den Likkud zu verlassen und die Partei HaMerkas HaChofschi am 26. Oktober 1976 neu zu gründen.
Die Partei wurde aufgelöst, als am 25. Januar 1977 Schmuʾel Tamir und ʿAkiva Nof zur Tnuʿah Demoqraṭit leSchinnui übergingen.

## Knessetabgeordnete
| Legislaturperiode     | Knessetabgeordnete                                                     |
| --------------------- | ---------------------------------------------------------------------- |
| 6 (1967–1969) 4 Sitze | Schlomoh Cohen-Zidon, Eliʿeser Schostak, Schmuʾel Tamir, Avraham Tiʾar |
| 7 (1969–1974) 2 Sitze | Eliʿeser Schostak, Schmuʾel Tamir                                      |
| 8 (1974–1977) 4 Sitze | ʿAkiva Nof, Ehud Olmert, Eliʿeser Schostak, Schmuʾel Tamir             |